# 全谷駅
全谷駅（チョンゴクえき）は大韓民国京畿道漣川郡全谷邑にある、韓国鉄道公社京元線の駅。

## 駅構造
島式ホーム1面2線を有する地上駅。
| ホーム | 路線       | 種別 | 行先                             |
| ------ | ---------- | ---- | -------------------------------- |
| 上り   | 京元電鉄線 | 緩行 | 漣川行き                         |
| 下り   | 京元電鉄線 | 緩行 | 光云大・ソウル駅・九老・仁川方面 |

## 駅周辺
- 全谷里遺跡
- 全谷郵便局
- 全谷農協
- 全谷派出所

## 歴史
- 1912年7月25日 - 開業[1]。

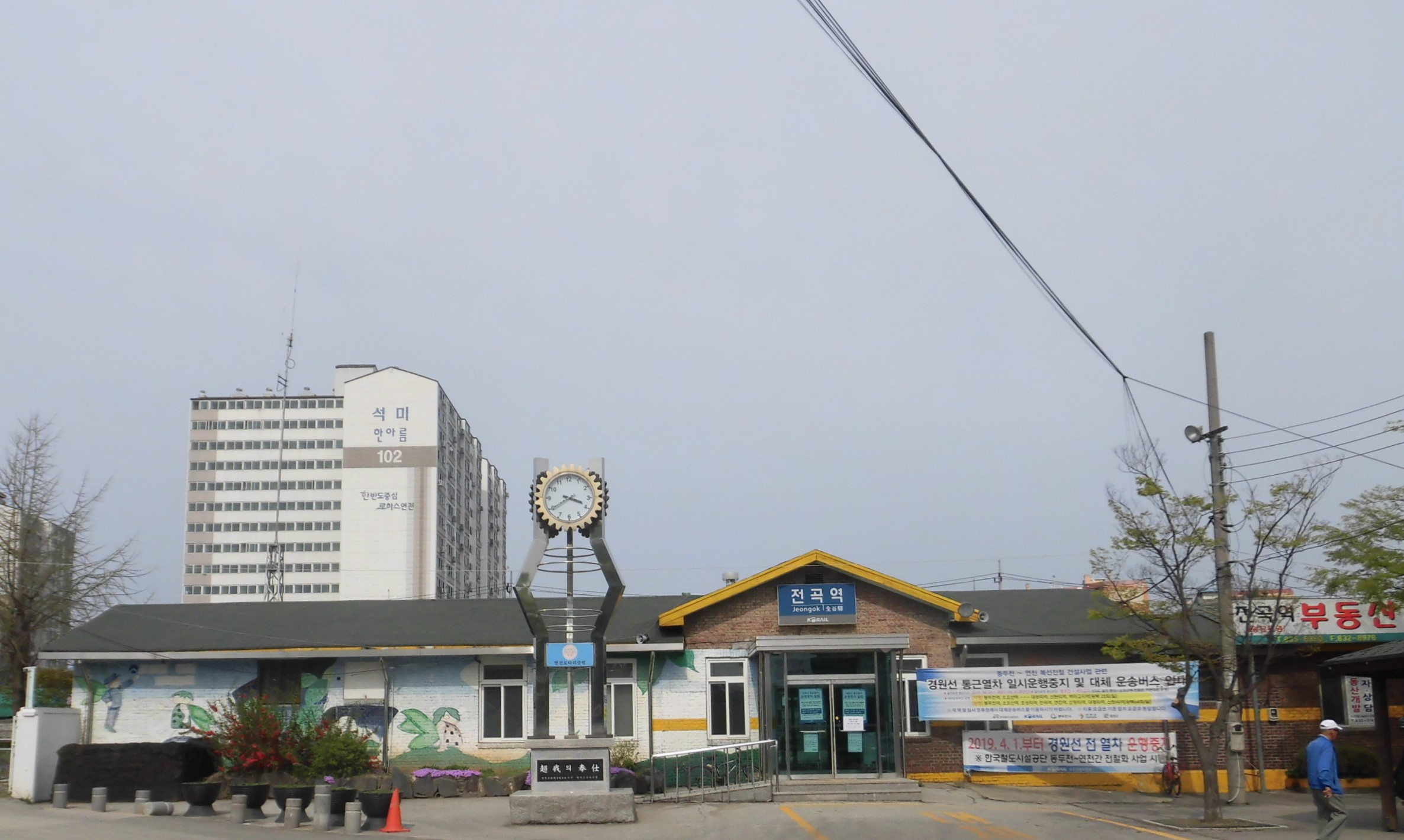
電化前に使われていた旧駅舎(2019年4月)

- 1958年10月16日 - 現駅舎完工。
- 2011年7月28日 - 2011年7月の韓国中部集中豪雨による線路の流失で、営業一時中断。
- 2012年3月21日 - 哨城鉄橋の完工により通勤列車の運行が再開され、同時に本数が1日6便に減便。
- 2012年7月1日 - 通勤列車の運行便数が増便。
- 2023年12月16日 - 広域電鉄化。

## 利用状況
近年の一日平均利用人員推移は下記のとおり。なお、2023年の数値は開通日である2023年12月16日から12月31日までの16日間の集計を反映したものである。
| 路線       | 路線     | 2023年 | 2024年 | 2025年 | 2026年 | 2027年 | 2028年 | 2029年 | 2030年 | 2031年 | 2032年 | 出典  |
| ---------- | -------- | ------ | ------ | ------ | ------ | ------ | ------ | ------ | ------ | ------ | ------ | ----- |
| 京元電鉄線 | 乗車人員 | 1,305  |        |        |        |        |        |        |        |        |        | [ 2 ] |
| 京元電鉄線 | 降車人員 | 1,208  |        |        |        |        |        |        |        |        |        | [ 2 ] |

## 隣の駅
韓国鉄道公社
 京元電鉄線
緩行
漣川駅 (100-3) - 全谷駅 (100-2) - 青山駅 (100-1)